# Isla del Ídolo
Isla El Ídolo är en ö i Mexiko med 398 invånare år 2007. Den ligger i delstaten Veracruz, i den sydöstra delen av landet. Arean är 46 kvadratkilometer.